# Ordem de Alberto Valoroso Rei de Saxónia
A Ordem Real de Alberto Valoroso Rei da Saxônia (em alemão: Albrechts - Orden) foi criada em 31 de Dezembro de 1850 pelo rei Frederico Augusto II da Saxônia para comemorar Albert III , Duque de Saxônia (conhecido como Alberto o Audaz) e pode ser conferido a quem tenha honrosamente servido o Estado, com virtudes cívicas, científicas e artísticas.

## Desenho
O desenho deveria ser, originalmente, uma cruz cristã com o busto de Alberto, o Audaz. Em 1875 , contudo, foi descoberto que o busto não era o de Alberto o Audaz mas sim o de um outro Alberto, Alberto o Perpétuo; o primeiro busto foi então substituído pelo busto correto e está em vigor desde essa data.